# Maximilian von Wimpffen

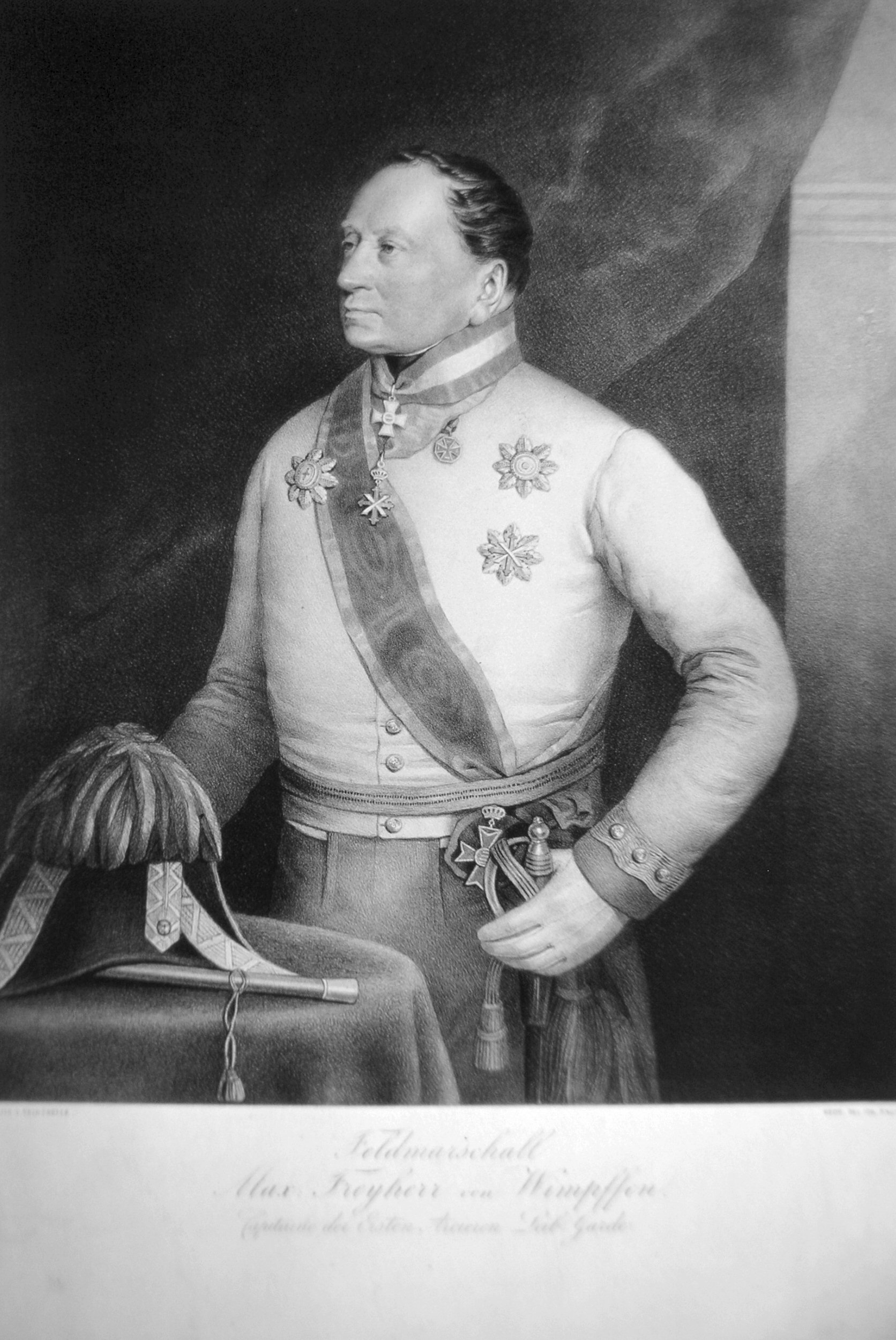
Maximilian Freiherr von Wimpffen, Lithographie von August Prinzhofer, um 1844

Maximilian Alexander Freiherr von Wimpffen (* 19. Februar 1770 in Münster; † 29. August 1854 in Wien) war ein k. k. Kämmerer, Geheimrat, Feldmarschall und 1809 sodann von 1824 bis 1830 Chef des Generalquartiermeisterstabes (Generalstabschef) sowie Inhaber des Infanterieregiments Nr. 13.

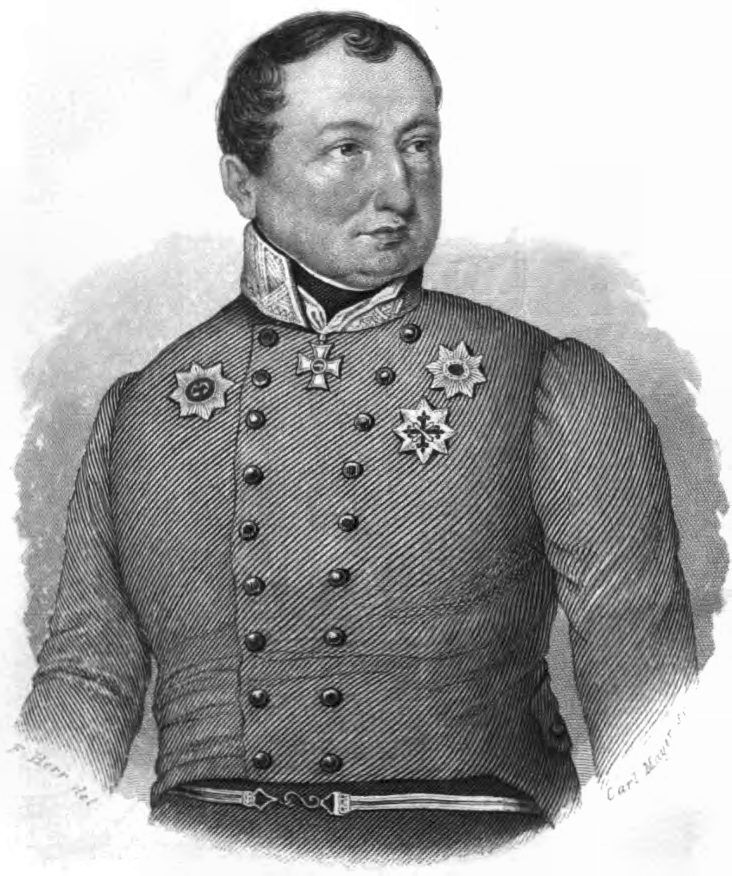
Feldmarschall Maximilian Alexander Freiherr von Wimpffen vor 1849

## Herkunft
Maximilian von Wimpffen entstammte dem deutsch-schwäbischen Adelsgeschlecht der von Wimpffen. Er war der jüngeste Sohn des Feldmarschallleutnants Franz Georg Siegmund von Wimpffen (1735–1816) und dessen zweiter Ehefrau der Freiin Josepha von Gastheimb († 1841).

## Leben
Er wurde 1781 mit elf Jahren Zögling der Theresianischen Militärakademie in Wiener Neustadt, aus der er am 1. November 1786 als Fahnenkadett zum Infanterieregiment Nr. 9 „Graf von Clerfayt“ ausgemustert wurde. Im folgenden Jahr zum Fähnrich bei gleichzeitiger Versetzung zum Infanterie-Regiment Nr. 19 „Alvinczy“ ernannt, avancierte Wimpffen in diesem Regiment 1788 zum Unterleutnant und 1789 zum Oberleutnant. Maximilian von Wimpffen nahm teil am Russisch-Österreichischen Türkenkrieg mit und erlitt beim Sturmangriff auf Belgrad am 30. September 1789, bei welcher Gelegenheit er sich durch Mut und Tapferkeit besonders hervortat, durch einen Steinsplitter eine schwerere Verwundung am linken Fuß, welche ihn daran hinderte bei der kämpfenden Truppe zu verbleiben. 1791 marschierte er mit dem Grenadierbataillon Morzin in die Niederlande, wo er in der Schlacht bei Neerwinden 1793 verwundet wurde und in Gefangenschaft geriet. Als Neffe des französischen Generals Felix von Wimpffen konnte er aber eine rasche Entlassung erreichen und noch im selben Jahr an der Belagerung von Valenciennes und der Schlacht bei Maubeuge teilnehmen. 1795 wurde er als Kapitänleutnant nach Norditalien versetzt und bereits ein Jahr später als Hauptmann in den Generalquartiermeisterstab übernommen. Er war zuerst im Stab des Generals Jean-Pierre de Beaulieu und später bei Feldzeugmeister Joseph Alvinczy von Berberek eingeteilt und nahm an den Kämpfen von Brenta (6. November 1796), Caldiero (12. November 1796) und Arcole (15.–17. November 1796) teil.
In den folgenden Jahren war er an der Verteidigung Tirols und Vorarlbergs beteiligt und wurde 1799 bei Taufers im Münstertal schwer verwundet. In der Zwischenzeit mehrfach befördert, wurde er 1805 als Generalstabsoberst ins kaiserliche Hauptquartier berufen und zum Korps des Feldmarschalls Fürst Johann I. Josefs von Liechtenstein abgestellt. Als trotz seiner Warnungen die Schlacht bei Austerlitz beschlossen wurde, übertrug man ihm die Führung der Hauptkolonne. Dabei wurde er schwer verwundet. Sein Einsatz wurde ihm mit dem Militär-Maria-Theresien-Orden gelohnt. Beim Ausbruch des Fünften Koalitionskriegs 1809 wurde er zum Generaladjutanten der Hauptarmee bestellt. Nach der Niederlage der Armee des Feldmarschalls Erzherzog Karl von Österreich-Teschen bei Regensburg am 26. April wurde er zum Chef des Generalquartiermeisterstabes bestellt und zum Generalmajor befördert. Seine Leistungen bei Aspern am 21. und 22. Mai 1809 wurden durch Erzherzog Karl mit den Worten anerkannt, dass „in den einsichtsvollen Dispositionen und der rastlosen Verwendung des Chefs des Generalstabes Generalmajor von Wimpffen die erste Grundlage des Sieges“ gelegen habe. Noch auf dem Schlachtfeld wurde ihm das Kommandeurkreuz des Militär-Maria-Theresien-Ordens verliehen. Als nach dem Znaimer Waffenstillstand am 12. Juli Erzherzog Karl den Oberbefehl zurücklegte, trat auch Wimpffen von seinem Posten als Generalstabschef zurück und übernahm eine Brigade in Böhmen.
In den Folgejahren war er in Polen und Siebenbürgen tätig, befehligte 1813 eine Division und kämpfte in der Völkerschlacht bei Leipzig mit. Am 2. September 1813 wurde er zum Feldmarschallleutnant befördert. 1814 wurde er Militärkommandant in Troppau. 1815 nahm er am Feldzug in Frankreich als Korpskommandant teil. Nach Friedensschluss kehrte er wieder nach Troppau zurück. 1821 übernahm er das Generalkommando in Venetien. Von 1824 bis 1830 war er erneut Chef des Generalquartiermeisterstabes. Nach Abschluss dieser Aufgabe am 21. Oktober 1830 zum Feldzeugmeister und Inhaber des Infanterieregiments Nr. 13 befördert, war er in seinen letzten Dienstjahren kommandierender General in Niederösterreich.

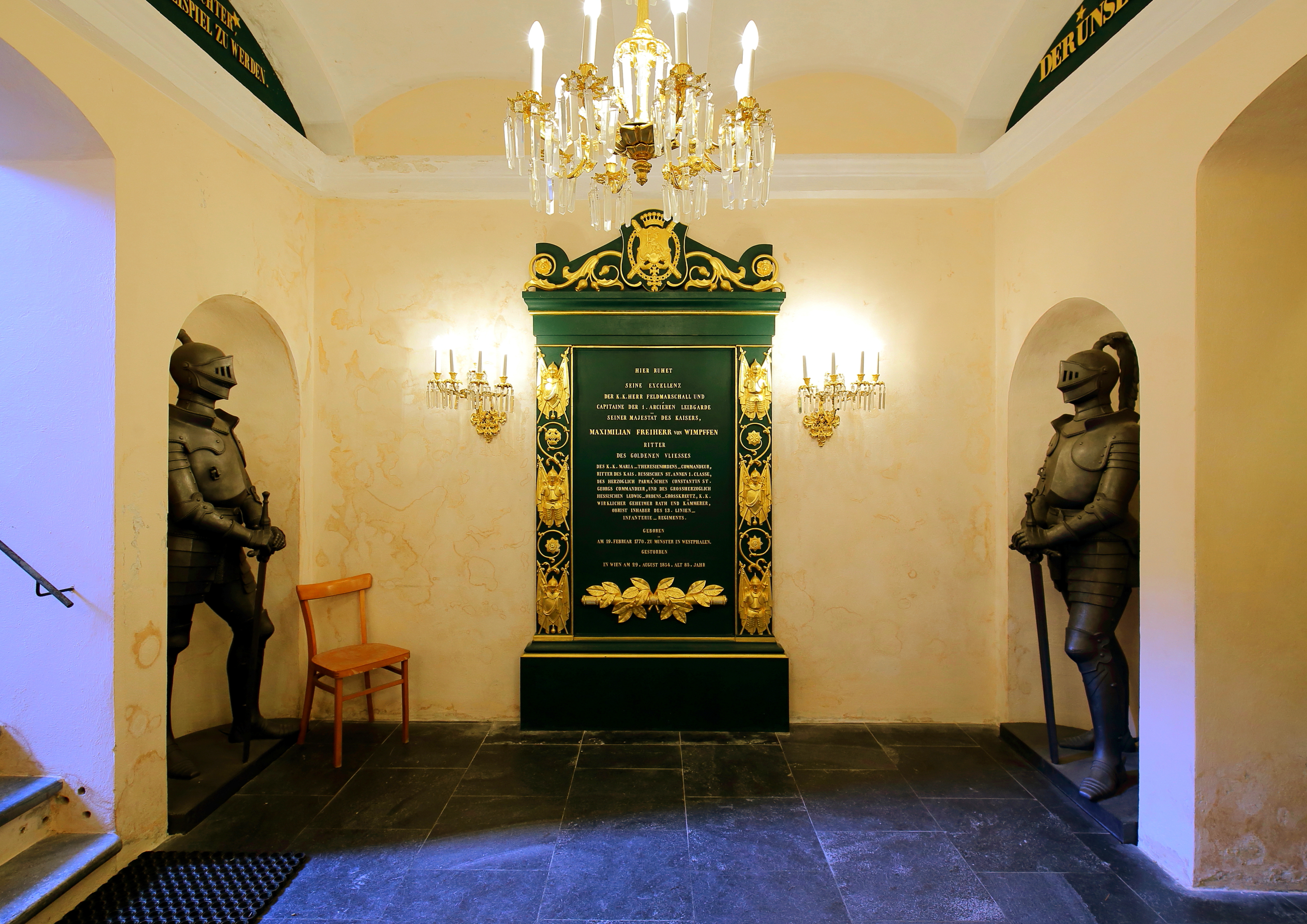
Grabstätte am Heldenberg

1841 wurde der Offizier Ehrenbürger von Wien. Nachdem der Freiherr 1844 um seine Versetzung in den Ruhestand gebeten hatte, wurde er zuvor, in Anerkennung seiner langen und erfolgreichen Dienstleistung für das Kaiserhaus Österreich, am 4. Dezember 1844 zum Feldmarschall und Kapitän der ersten Arcièren-Leibgarde ernannt und am 5. Dezember 1852 zum Ritter des Ordens vom Goldenen Vlies ernannt.
Begraben wurde er auf dem Heldenberg in Klein-Wetzdorf in Niederösterreich, wo wenig später auch Feldmarschall Josef Wenzel Radetzky von Radetz seine letzte Ruhestätte fand.

## Wappen

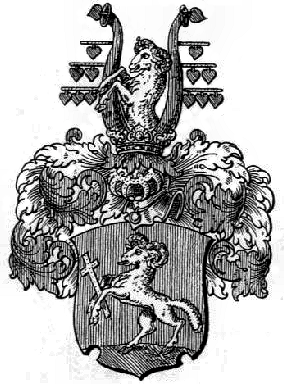
Wappen der Freiherren von Wimpffen

In Rot auf grünem Grunde ein aufrechter, silberner, gekrönter Widder (in einer anderen Versionen als Lamm deklariert) mit goldenen Klauen und Hörnern, mit den Vorderfüßen ein goldenes Kreuz tragend. Derselbe wiederholt sich auf dem gekrönten Helme, wo er zwischen zwei mit goldenen Blättern umhängten, roten Büffelhörnern emporwächst. Die Helmdecken sind rot und silbern.*

## Würdigungen
In Wien erinnert an ihn die Wimpffengasse im Stadtteil Aspern im 22. Wiener Gemeindebezirk Donaustadt.

## Museale Rezeption
Im Wiener Heeresgeschichtlichen Museum ist der Marschallsstab des Maximilian von Wimpffen, mit dem er am 4. Dezember 1844 zum Feldmarschall befördert wurde, ausgestellt.